# Skrzydłówka

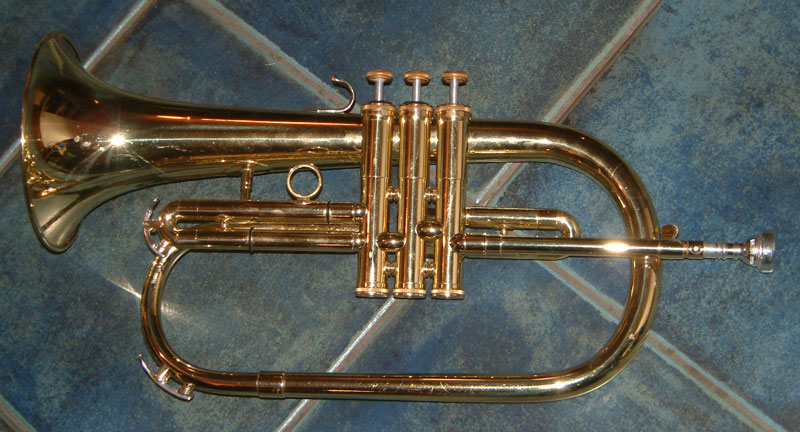
Skrzydłówka

Skrzydłówka, flugelhorn (niem. Flügelhorn) – rodzaj dętego instrumentu muzycznego z grupy aerofonów ustnikowych.
Skrzydłówka w stroju B wchodzi w skład typowej orkiestry dętej. Flugelhorn tradycyjnie jest wyposażony w trzy wentyle. Z tej samej rodziny instrumentów (buglehorny) wywodzą się kornet, helikon, tuba i sakshorn. Bywa przyrównywany do trąbki ze względu na identyczne palcowanie. Produkuje się również skrzydłówki w stroju C zamiast B.